# Pseudochiridium
Pseudochiridium es un género de arácnido del orden Pseudoscorpionida de la familia Pseudochiridiidae.

## Especies
Las especies de este género son:
- Pseudochiridium africanum Beier, 1944
- Pseudochiridium clavigerum (Thorell, 1889)
- Pseudochiridium heurtaultae Vitali-di Castri, 1970
- Pseudochiridium insulae Hoff, 1964
- Pseudochiridium kenyense Mahnert, 1982
- Pseudochiridium lawrencei Beier, 1964
- Pseudochiridium minutissimum Beier, 1959
- Pseudochiridium thorelli With, 1906
- Pseudochiridium traegardhi Tullgren, 1907
- Pseudochiridium triquetrum Beier, 1965
- Pseudochiridium vachoni (Vitali-di Castri, 1970)
- †Pseudochiridium lindae Judson, 2007